# Ihn
Ihn (en Sarrois Enn) est un quartier de la commune de Vaudrevange en Sarre. Il correspond à une partie de l'ancien village lorrain de Lognon.

## Géographie

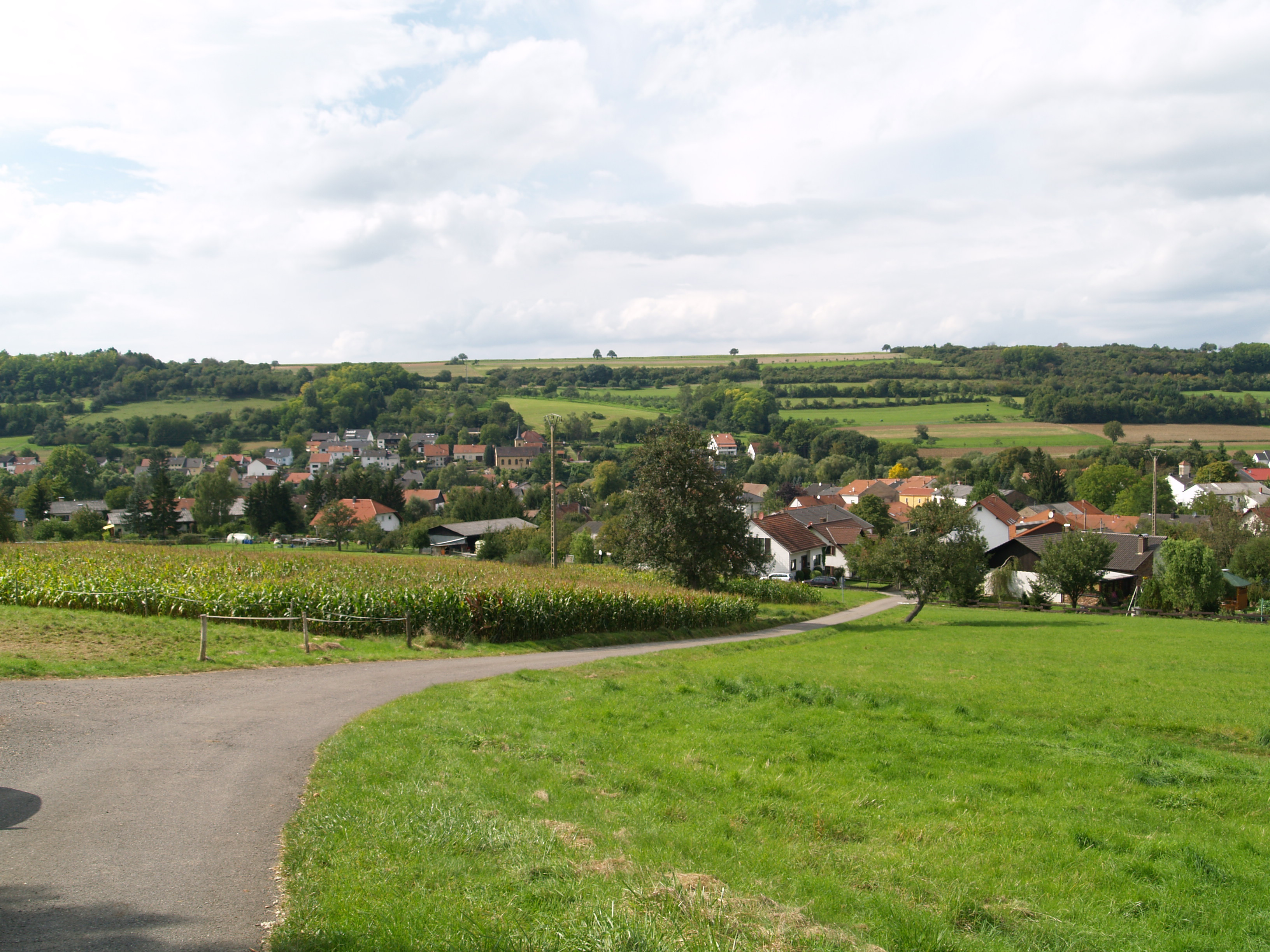
Vue du village.

## Histoire
L'histoire du village d'Ihn ou Lognon est marquée par de nombreux seigneurs, principalement par Willermus von Inne, Alard von Inne et la famille du Sart de Vigneulles.
Cette dernière y fait construire un château. Mais le village et l'édifice sont détruits pendant la guerre de Trente Ans. 
En 1635, il ne reste plus que sept maisons à la suite des destructions occasionnées par les Suédois. 
En 1653, le village est reconstruit, mais pas le château.
En 1789, il dépend du bailliage de Bouzonville.
En 1801, il fait partie de l'arrondissement de Thionville et du canton de Bouzonville de la République française.
À la suite du Traité de Paris en 1815, il est cédé à la Prusse.  
Cependant, une portion du territoire d’Ihn est rendue à la France par la convention de délimitation conclue le 23 octobre 1829. Cette zone fait partie aujourd'hui d'Heining-lès-Bouzonville.
Commune indépendante jusqu’en décembre 1973, Ihn est désormais un quartier de Vaudrevange.

## Lieux et monuments

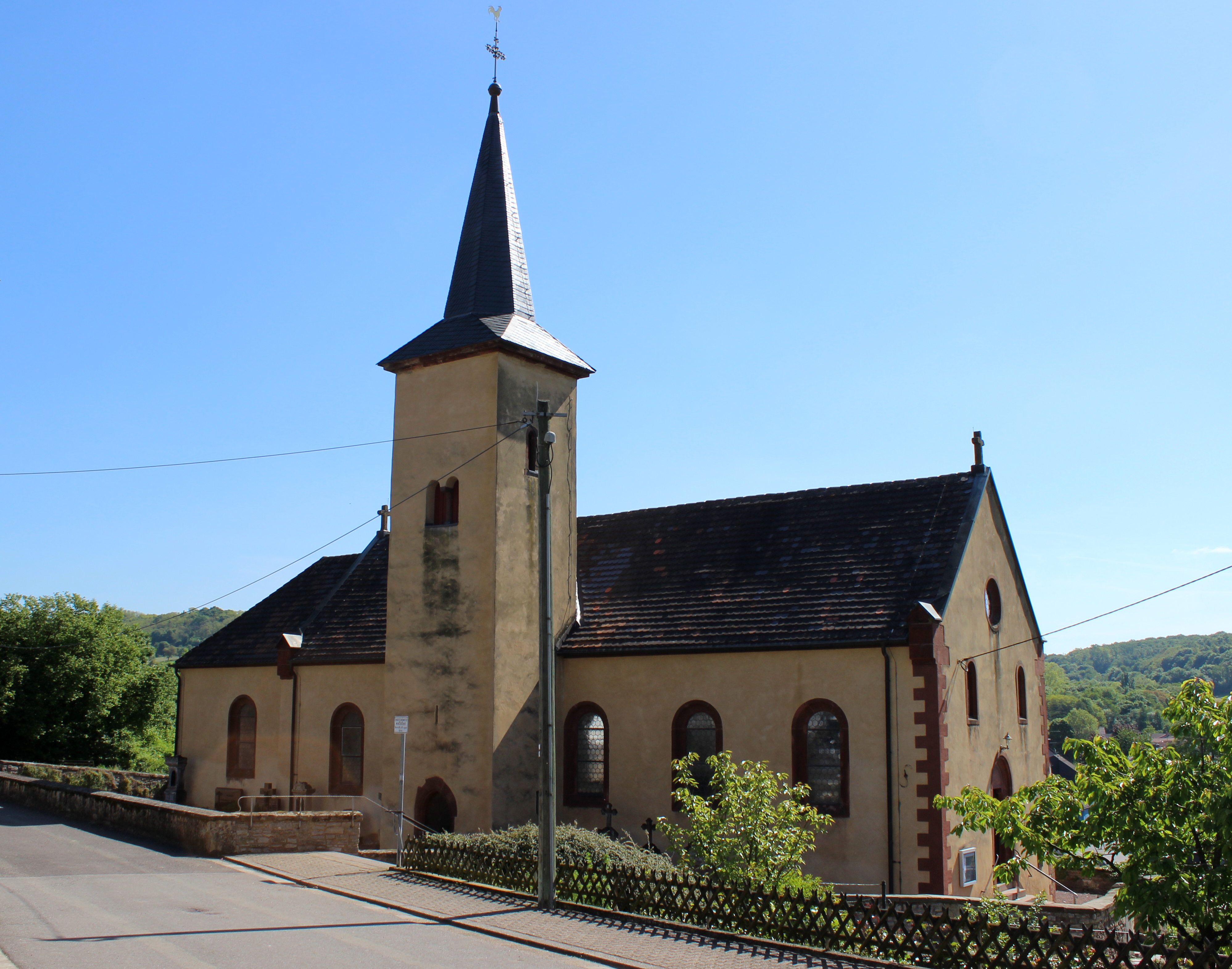
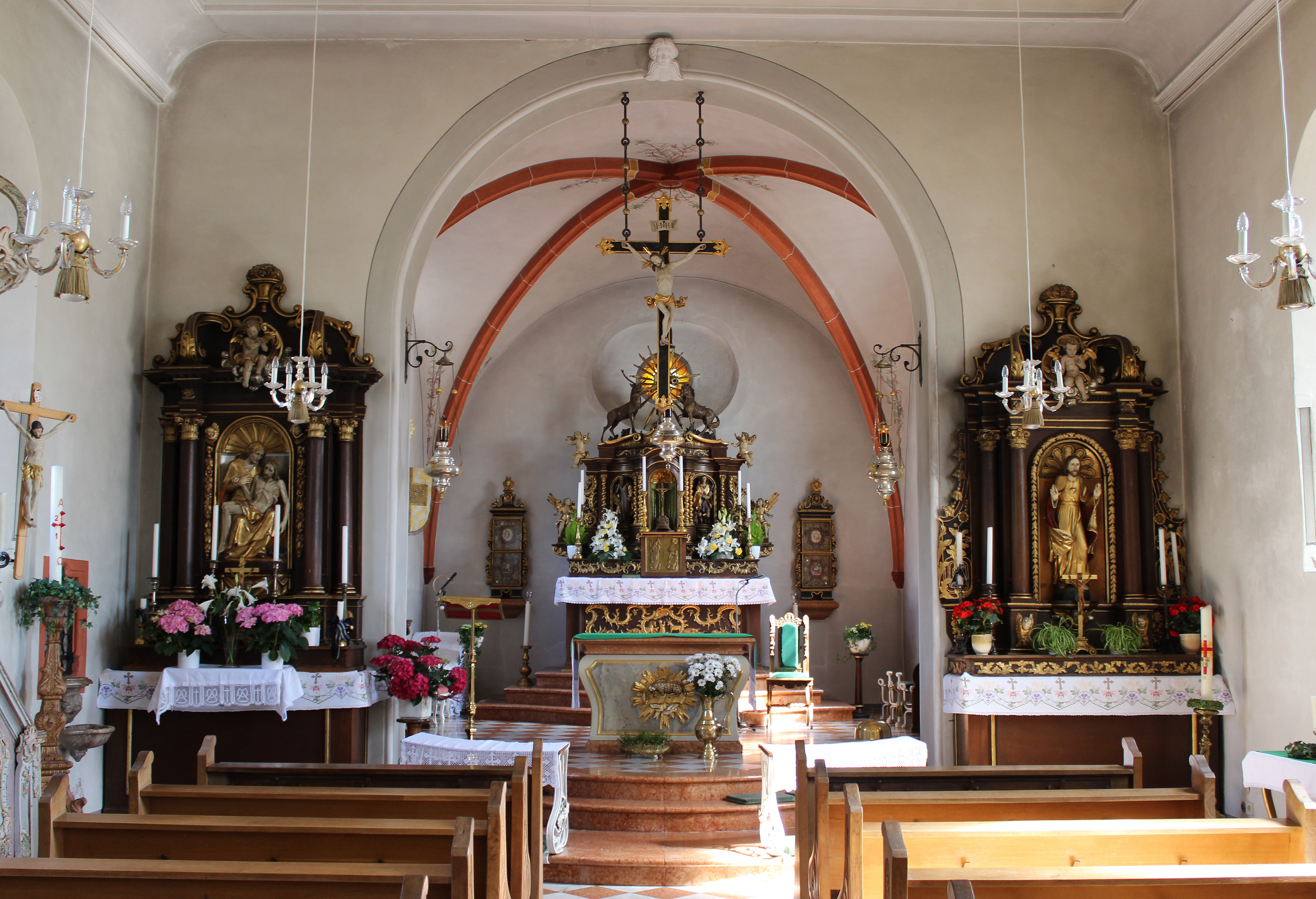
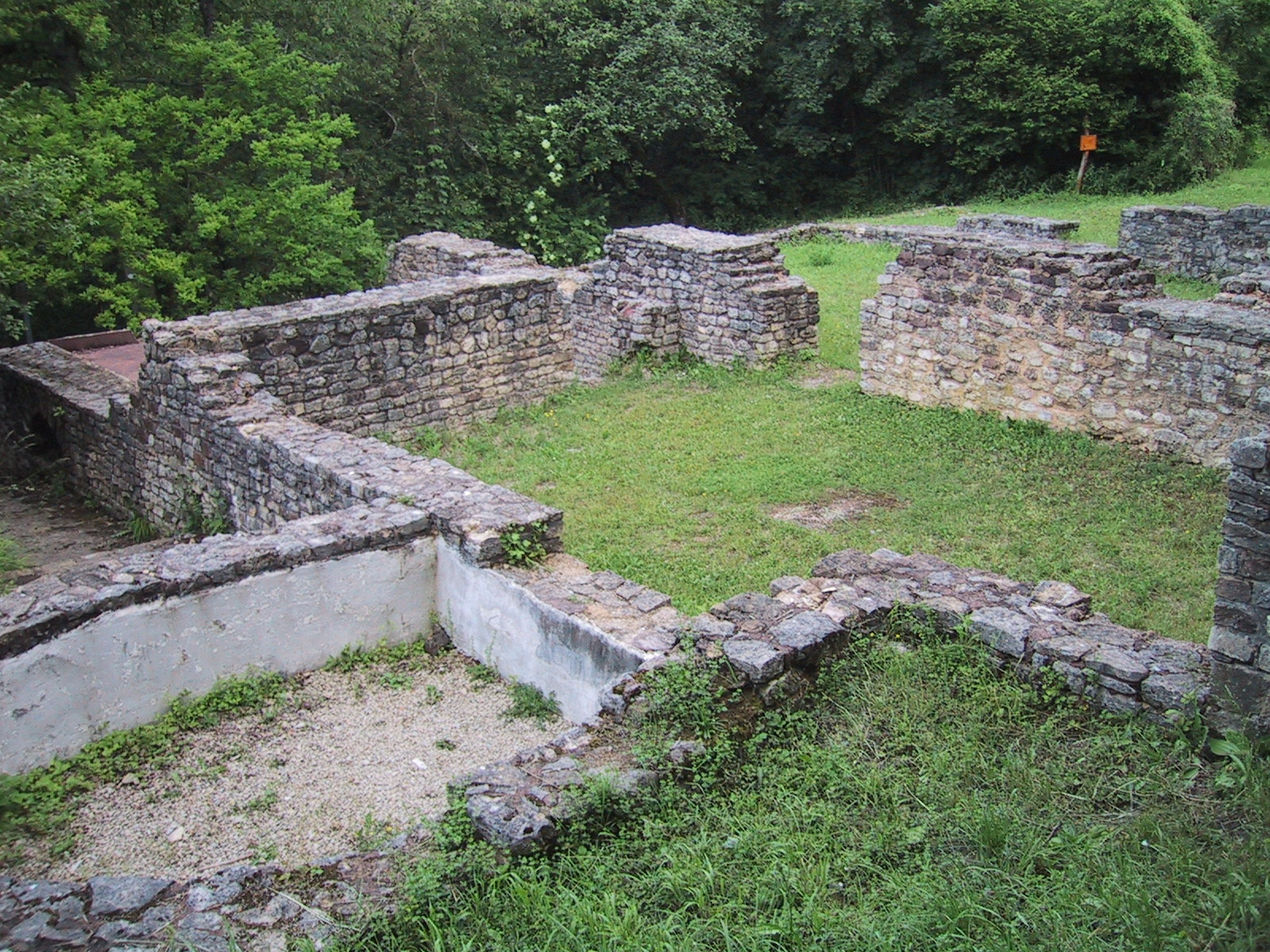